# Juventus Football Club 1991-1992
Questa voce raccoglie le informazioni riguardanti la Juventus Football Club nelle competizioni ufficiali della stagione 1991-1992.

## Stagione
(Angelo Caroli, 27 giugno 1991)

Da sinistra: Roberto Baggio con il giovane neoacquisto Antonio Conte.

L'infruttuosa stagione 1990-1991, costata tra l'altro la mancata presenza in Europa dopo ventotto anni, sfociò nell'estate seguente in una corposa restaurazione bianconera dietro le scrivanie, col ritorno a Torino di coloro che erano stati fra i massimi artefici del vittorioso ciclo compiuto da Madama tra gli anni 70 e 80 del Novecento: stante la conferma dell'avvocato Chiusano alla testa del club, dopo una stagione di lontananza lo storico presidente Giampiero Boniperti venne richiamato a furor di popolo nella dirigenza juventina, assumendo formalmente la qualifica di amministratore delegato seppure con «pieni poteri» decisionali; ritorno al passato anche in panchina poiché, dopo un primo approccio con Tomislav Ivić, alla fine Giovanni Trapattoni riuscì a liberarsi dall'Inter potendo così risedersi sulla panchina piemontese dopo un lustro.
Dal punto di vista del mercato si segnalarono pochi arrivi, comunque di rilievo: il portiere Peruzzi, il quale a dispetto della giovane età soppiantò in breve tempo il capitano Tacconi, nonché i difensori Carrera e Kohler; nella sessione autunnale arriverà inoltre a Torino il promettente centrocampista Conte, futura bandiera del club.
Inserita, al pari del rinnovato Milan di Fabio Capello, tra le favorite alla conquista dello scudetto,, la compagine sabauda contese ai meneghini il primato durante la prima metà del campionato, pagando al giro di boa un ritardo di 3 lunghezze dai rossoneri, complici le battute d'arresto in terra genovese; a ciò si assommò una discreta confusione tattica che vide, tra le altre cose, il Trap schierare il fantasista Roberto Baggio esclusivamente da punta, malgrado l'inadeguatezza del Codino a ruoli prettamente realizzativi.
Nella seconda parte del torneo, i bianconeri non furono capaci di colmare un distacco fattosi sempre più cospicuo; sul cammino pesò oltremodo la sconfitta nel derby, incassata agli inizi di aprile e che certificò il fallimento del tentativo di rincorsa. Il campionato sarà comunque concluso al secondo posto, raggiungendo l'obiettivo minimo della qualificazione alla Coppa UEFA.
Frattanto in Coppa Italia la Vecchia Signora visse per certi versi un percorso analogo: dopo aver eliminato Udinese e Atalanta nei primi turni, e quindi le due milanesi, l'Inter nei quarti e il Milan in semifinale, capitolò nell'ultimo atto contro l'emergente Parma di Nevio Scala, vincendo di misura la finale di andata al Delle Alpi ma non riuscendo poi a difendere tale vantaggio nel retour match del Tardini.

## Divise e sponsor

La Juventus scesa in campo nella finale di ritorno della Coppa Italia, con indosso la seconda divisa gialloblù.

Lo sponsor tecnico per la stagione 1991-1992 fu Kappa, mentre lo sponsor ufficiale fu UPIM.
Per la prima divisa viene confermato il tradizionale completo societario, con maglia a strisce bianconere abbinata a pantaloncini e calzettoni bianchi. La novità risiedette nella seconda divisa dove, per espressa volontà di Boniperti, venne accantonata l'uniforme all black introdotta appena la stagione precedente (nell'occasione declassata a terza divisa e mai utilizzata in gare ufficiali), in favore del ritorno allo spezzato gialloblù che aveva contraddistinto le trasferte europee più recenti della storia juventina.
| Casa | Trasferta | Terza divisa | 1ª portiere | 2ª portiere | 3ª portiere |

## Organigramma societario
Area direttiva
- Presidente: Vittorio Caissotti di Chiusano
- Amministratore delegato: Giampiero Boniperti
- General Manager: Enrico Bendoni
- Segretario: Sergio Secco

Area tecnica
- Direttore sportivo: Nello Governato
- Team Manager: Francesco Morini
- Allenatore: Giovanni Trapattoni

## Rosa

Da sinistra: i due neoacquisti stranieri della stagione, i difensori tedeschi Stefan Reuter, meteora bianconera, e Jürgen Kohler, il quale invece assurgerà a punto fermo della squadra nonché a beniamino della tifoseria.

| N. |                     | Ruolo | Calciatore                        |
| -- | ------------------- | ----- | --------------------------------- |
|    | Italia (bandiera)   | P     | Angelo Peruzzi                    |
|    | Italia (bandiera)   | P     | Stefano Tacconi (capitano)        |
|    | Italia (bandiera)   | D     | Massimo Carrera                   |
|    | Italia (bandiera)   | D     | Luigi De Agostini (vice capitano) |
|    | Brasile (bandiera)  | D     | Júlio César                       |
|    | Germania (bandiera) | D     | Jürgen Kohler                     |
|    | Italia (bandiera)   | D     | Gianluca Luppi                    |
|    | Germania (bandiera) | D     | Stefan Reuter                     |
|    | Italia (bandiera)   | C     | Angelo Alessio                    |
|    | Italia (bandiera)   | C     | Antonio Conte                     |

| N. |                   | Ruolo | Calciatore          |
| -- | ----------------- | ----- | ------------------- |
|    | Italia (bandiera) | C     | Eugenio Corini      |
|    | Italia (bandiera) | C     | Roberto Galia       |
|    | Italia (bandiera) | C     | Giancarlo Marocchi  |
|    | Italia (bandiera) | C     | Nicola Zanini       |
|    | Italia (bandiera) | A     | Roberto Baggio      |
|    | Italia (bandiera) | A     | Pierluigi Casiraghi |
|    | Italia (bandiera) | A     | Paolo Di Canio      |
|    | Italia (bandiera) | A     | Lamberto Piovanelli |
|    | Italia (bandiera) | A     | Salvatore Schillaci |

## Risultati

### Serie A

#### Girone di andata
| Arbitro: | Amendolia (Messina) |

|               |           |  |
| Casiraghi 42’ | Marcatori |  |

| Arbitro: | Lanese (Messina) |

|  |           |               |
|  | Marcatori | 47’ Schillaci |

| Arbitro: | D'Elia (Salerno) |

|               |           |                    |
| Casiraghi 13’ | Marcatori | 90’ (aut.) Carrera |

| Bergamo 22 settembre 1991, ore 16:00 CEST 4ª giornata | Atalanta        | 0 – 0 referto | Juventus | Stadio Comunale\| Arbitro: \| Cesari (Genova) \| |
| Arbitro:                                              | Cesari (Genova) |               |          |                                                  |

| Arbitro: | Mughetti (Cesena) |

|                              |           |  |
| Baggio 10’ (rig.) Kohler 33’ | Marcatori |  |

| Arbitro: | Sguizzato (Verona) |

|                             |           |                  |
| Aguilera 60’ Bortolazzi 68’ | Marcatori | 7’ (rig.) Corini |

| Arbitro: | Amendolia (Messina) |

|  |           |                 |
|  | Marcatori | 45’ De Agostini |

| Arbitro: | Merlino (Torre del Greco) |

|                          |           |  |
| Carrera 8’ Casiraghi 27’ | Marcatori |  |

| Arbitro: | Pezzella (Frattamaggiore) |

|            |           |             |
| Riedle 72’ | Marcatori | 45’ Alessio |

| Arbitro: | Ceccarini (Livorno) |

|               |           |  |
| Casiraghi 11’ | Marcatori |  |

| Arbitro: | Lo Bello (Siracusa) |

|  |           |                         |
|  | Marcatori | 1’ Kohler 61’ Casiraghi |

| Arbitro: | Nicchi (Arezzo) |

|                                    |           |              |
| Schillaci 37’ De Marchi 88’ (aut.) | Marcatori | 71’ Giannini |

| Arbitro: | Baldas (Trieste) |

|                             |           |                     |
| Baggio 37’ (rig.) Galia 83’ | Marcatori | 89’ (rig.) Matthäus |

| Arbitro: | Stafoggia (Pesaro) |

|             |           |  |
| Katanec 23’ | Marcatori |  |

| Arbitro: | Luci (Firenze) |

|            |           |  |
| Baggio 71’ | Marcatori |  |

| Arbitro: | Ceccarini (Livorno) |

|              |           |            |
| Firicano 30’ | Marcatori | 26’ Baggio |

| Arbitro: | Felicani (Bologna) |

|                                        |           |  |
| L. Pellegrini 21’ (aut.) Schillaci 64’ | Marcatori |  |

#### Girone di ritorno
| Arbitro: | Pezzella (Frattamaggiore) |

|                         |           |  |
| Batistuta 7’ Branca 90’ | Marcatori |  |

| Arbitro: | Sguizzato (Verona) |

|                                                 |           |              |
| Baggio 2’ (rig.), 51’ (rig.), 53’ Casiraghi 90’ | Marcatori | 61’ Petrescu |

| Arbitro: | Baldas (Trieste) |

|               |           |               |
| Van Basten 4’ | Marcatori | 26’ Casiraghi |

| Arbitro: | Bazzoli (Merano) |

|                          |           |                |
| Schillaci 34’ Baggio 51’ | Marcatori | 49’ Piovanelli |

| Bari 23 febbraio 1992, ore 15:00 CET 22ª giornata | Bari             | 0 – 0 referto | Juventus | Stadio San Nicola\| Arbitro: \| D'Elia (Salerno) \| |
| Arbitro:                                          | D'Elia (Salerno) |               |          |                                                     |

| Arbitro: | Beschin (Legnago) |

|                                    |           |  |
| Baggio 15’, 85’ Ferroni 90’ (aut.) | Marcatori |  |

| Arbitro: | Cesari (Genova) |

|                                           |           |              |
| Baggio 3’ (rig.), 44’ (rig.) Marocchi 54’ | Marcatori | 85’ Padovano |

| Arbitro: | Nicchi (Arezzo) |

|  |           |                        |
|  | Marcatori | 20’ César 90+2’ Baggio |

| Arbitro: | Collina (Viareggio) |

|                 |           |            |
| Schillaci 90+1’ | Marcatori | 83’ Riedle |

| Arbitro: | Baldas (Trieste) |

|                     |           |  |
| Casagrande 66’, 73’ | Marcatori |  |

| Arbitro: | Chiesa (Milano) |

|                   |           |  |
| Baggio 53’ (rig.) | Marcatori |  |

| Arbitro: | Luci (Firenze) |

|                |           |            |
| Rizzitelli 57’ | Marcatori | 73’ Baggio |

| Arbitro: | Beschin (Legnago) |

|              |           |                                         |
| Fontolan 62’ | Marcatori | 30’ (rig.), 37’ R. Baggio 54’ Schillaci |

| Torino 3 maggio 1992, ore 16:00 CEST 31ª giornata | Juventus                    | 0 – 0 referto | Sampdoria | Stadio delle Alpi\| Arbitro: \| Cinciripini (Ascoli Piceno) \| |
| Arbitro:                                          | Cinciripini (Ascoli Piceno) |               |           |                                                                |

| Parma 10 maggio 1992, ore 16:00 CEST 32ª giornata | Parma           | 0 – 0 referto | Juventus | Stadio Ennio Tardini\| Arbitro: \| Boggi (Salerno) \| |
| Arbitro:                                          | Boggi (Salerno) |               |          |                                                       |

| Torino 17 maggio 1992, ore 16:00 CEST 33ª giornata | Juventus               | 0 – 0 referto | Cagliari | Stadio delle Alpi\| Arbitro: \| Conocchiari (Macerata) \| |
| Arbitro:                                           | Conocchiari (Macerata) |               |          |                                                           |

| Arbitro: | De Angelis (Civitavecchia) |

|                                |           |                                     |
| D. Pellegrini 4’, 6’ Fanna 49’ | Marcatori | 10’ Alessio 56’ Baggio 90+2’ Kohler |

### Coppa Italia

#### Turni preliminari
| Udine 28 agosto 1991, ore 20:45 CEST Secondo turno - Andata | Udinese            | 0 – 0 referto | Juventus | Stadio Friuli\| Arbitro: \| Sguizzato (Verona) \| |
| Arbitro:                                                    | Sguizzato (Verona) |               |          |                                                   |

| Arbitro: | Stafoggia (Pesaro) |

|                                          |           |  |
| Marocchi 43’ R. Baggio 53’ Casiraghi 77’ | Marcatori |  |

| Bergamo 30 ottobre 1991, ore 20:30 CET Terzo turno - Andata | Atalanta       | 0 – 0 referto | Juventus | Stadio Comunale\| Arbitro: \| Luci (Firenze) \| |
| Arbitro:                                                    | Luci (Firenze) |               |          |                                                 |

| Arbitro: | Cinciripini (Ascoli Piceno) |

|                                               |           |               |
| Júlio César 44’ Corini 55’ (rig.) Alessio 76’ | Marcatori | 14’ Bigliardi |

#### Fase finale
| Arbitro: | Amendolia (Messina) |

|              |           |  |
| Di Canio 47’ | Marcatori |  |

| Arbitro: | Lanese (Messina) |

|            |           |                     |
| Ciocci 79’ | Marcatori | 99’, 120’ R. Baggio |

| Milano 31 marzo 1992, ore 20:30 CEST Semifinale - Andata | Milan            | 0 – 0 referto | Juventus | Stadio Giuseppe Meazza (73 114 spett.)\| Arbitro: \| D'Elia (Salerno) \| |
| Arbitro:                                                 | D'Elia (Salerno) |               |          |                                                                          |

| Arbitro: | Amendolia (Messina) |

|               |           |  |
| Schillaci 22’ | Marcatori |  |

| Arbitro: | Lo Bello (Siracusa) |

|                   |           |  |
| Baggio 23’ (rig.) | Marcatori |  |

| Arbitro: | Baldas (Trieste) |

|                    |           |  |
| Melli 45’ Osio 60’ | Marcatori |  |

## Statistiche
Statistiche aggiornate al 24 maggio 1992.

### Statistiche di squadra
| Competizione | Punti | In casa | In casa | In casa | In casa | In casa | In casa | In trasferta | In trasferta | In trasferta | In trasferta | In trasferta | In trasferta | Totale | Totale | Totale | Totale | Totale | Totale | D.R. |
| Competizione | Punti | G       | V       | N       | P       | Gf      | Gs      | G            | V            | N            | P            | Gf           | Gs           | G      | V      | N      | P      | Gf     | Gs     | D.R. |
| ------------ | ----- | ------- | ------- | ------- | ------- | ------- | ------- | ------------ | ------------ | ------------ | ------------ | ------------ | ------------ | ------ | ------ | ------ | ------ | ------ | ------ | ---- |
| Serie A      | 48    | 17      | 13      | 4       | 0       | 28      | 7       | 17           | 5            | 8            | 4            | 17           | 15           | 34     | 18     | 12     | 4      | 45     | 22     | 23   |
| Coppa Italia |       | 5       | 5       | 0       | 0       | 9       | 1       | 5            | 1            | 3            | 1            | 2            | 3            | 10     | 6      | 3      | 1      | 11     | 4      | 7    |
| Totale       |       | 22      | 18      | 4       | 0       | 37      | 8       | 22           | 6            | 11           | 5            | 19           | 18           | 44     | 24     | 15     | 5      | 56     | 26     | 30   |

### Statistiche dei giocatori
| Giocatore      | Serie A  | Serie A | Serie A     | Serie A    | Coppa Italia | Coppa Italia | Coppa Italia | Coppa Italia | Totale   | Totale | Totale      | Totale     |
| Giocatore      | Presenze | Reti    | Ammonizioni | Espulsioni | Presenze     | Reti         | Ammonizioni  | Espulsioni   | Presenze | Reti   | Ammonizioni | Espulsioni |
| -------------- | -------- | ------- | ----------- | ---------- | ------------ | ------------ | ------------ | ------------ | -------- | ------ | ----------- | ---------- |
| A. Alessio     | 25       | 2       | ?           | ?          | 4            | 1            | ?            | ?            | 29       | 3      | ?           | ?          |
| R. Baggio      | 32       | 18      | ?           | ?          | 8            | 4            | ?            | ?            | 40       | 22     | ?           | ?          |
| M. Carrera     | 31       | 1       | ?           | ?          | 10           | 0            | ?            | ?            | 41       | 1      | ?           | ?          |
| P. Casiraghi   | 33       | 7       | ?           | ?          | 8            | 1            | ?            | ?            | 41       | 8      | ?           | ?          |
| A. Conte       | 14       | 0       | ?           | ?          | 6            | 0            | ?            | ?            | 20       | 0      | ?           | ?          |
| E. Corini      | 22       | 1       | ?           | ?          | 7            | 1            | ?            | ?            | 29       | 2      | ?           | ?          |
| L. De Agostini | 25       | 1       | ?           | ?          | 9            | 0            | ?            | ?            | 34       | 1      | ?           | ?          |
| P. Di Canio    | 24       | 0       | ?           | ?          | 9            | 1            | ?            | ?            | 33       | 1      | ?           | ?          |
| R. Galia       | 32       | 1       | ?           | ?          | 9            | 0            | ?            | ?            | 41       | 1      | ?           | ?          |
| Júlio César    | 33       | 1       | ?           | ?          | 7            | 1            | ?            | ?            | 40       | 2      | ?           | ?          |
| J. Kohler      | 27       | 3       | ?           | ?          | 7            | 0            | ?            | ?            | 34       | 3      | ?           | ?          |
| G. Luppi       | 14       | 0       | ?           | ?          | 8            | 0            | ?            | ?            | 22       | 0      | ?           | ?          |
| G. Marocchi    | 31       | 1       | ?           | ?          | 10           | 1            | ?            | ?            | 41       | 2      | ?           | ?          |
| A. Peruzzi     | 6        | -5      | ?           | ?          | 6            | -3           | ?            | ?            | 12       | -8     | ?           | ?          |
| S. Reuter      | 28       | 0       | ?           | ?          | 8            | 0            | ?            | ?            | 36       | 0      | ?           | ?          |
| S. Schillaci   | 31       | 6       | ?           | ?          | 9            | 1            | ?            | ?            | 40       | 7      | ?           | ?          |
| S. Tacconi     | 28       | -17     | ?           | ?          | 4            | -1           | ?            | ?            | 32       | -18    | ?           | ?          |
| N. Zanini      | 1        | 0       | ?           | ?          | -            | -            | -            | -            | 1        | 0      | 0+          | 0+         |

## Giovanili

### Organigramma
- Primavera
  - Allenatore: Antonello Cuccureddu

- Berretti
  - Allenatore: Salvatore Jacolino

- Allievi Nazionali
  - Allenatore: Nenè

- Allievi Regionali
  - Allenatore: Giuseppe Cavasin

- Giovanissimi
  - Allenatore: Roberto Mollo

- Mini Giovanissimi
  - Allenatore: Domenico Maggiora

### Piazzamenti
- Primavera:
  - Campionato: ?
  - Coppa Italia: ?
  - Torneo di Viareggio: fase a gironi